# La Dame du jeu
Pour plus de détails, voir Fiche technique et Distribution.
La Dame du jeu (La signora del gioco) est un drame historique franco-italien réalisé par Anna Brasi et sorti en 1998.

## Synopsis
Film en costumes situé à Venise en 1580.

## Fiche technique
- Titre italien : La signora del gioco[1],[2]
- Titre français : La Dame du jeu[3]
- Réalisateur : Anna Brasi
- Scénario : Anna Brasi, Sergio Grieco
- Photographie : Maurizio Calvesi
- Montage : Anna Napoli
- Musique : François Farrugia
- Décors : Gérard Roger
- Costumes : Deodato Millina
- Production : Roland Fiszel, Patrick Vernay, Boudjemaa Dahmane, Rodolphe Roffi, Cleo Daran, Jean-Pierre Fayer, Pierre Lescure
- Société de production : Canal+, Cinex S.r.l.
- Pays de production :  Italie -  France
- Langue originale : italien
- Format : Couleurs
- Durée : 86 minutes
- Genre : Drame historique
- Dates de sortie :
  - France : 3 novembre 1998[3]
  - Italie : 20 mai 2002

## Distribution
- Jean Yanne : Evaristo Della Porta
- Noémie Kocher : Veronica
- Francesco Casale : Jacopo
- Vincenzo Crivello : Paolo
- Dora Doll :

## Production
Le film a été tourné en grande partie dans la province de Venise.
Le film a eu une diffusion « plus que confidentielle ».